# Maze Runner – Die Auserwählten in der Todeszone
Maze Runner – Die Auserwählten in der Todeszone (Originaltitel Maze Runner: The Death Cure) ist ein Science-Fiction-Thriller von Wes Ball, der am 26. Januar 2018 in die US-amerikanischen Kinos kam. Am 1. Februar 2018 erfolgte der Kinostart in den deutschen und deutschschweizerischen und am 2. Februar 2018 in den österreichischen Kinos. Der Film ist der dritte und finale Teil der Die-Auserwählten-Trilogie nach Maze Runner – Die Auserwählten im Labyrinth (2014) und Maze Runner – Die Auserwählten in der Brandwüste (2015).

## Handlung
Einige Monate sind vergangen, seitdem der „Rechte Arm“ zerschlagen wurde und WCKD wieder einmal Immune für ihre Experimente entführte, darunter auch Minho. Inzwischen ist die Gruppe um Thomas an Geheiminformationen über eine Gefangenenverlegung gelangt. In einer waghalsigen Rettungsaktion greifen sie einen schwer bewachten Zug an, in welchem sie Minho vermuten. Zwar gelingt es ihnen, einige der Gefangenen zu befreien, sie müssen aber feststellen, dass sich Minho nicht in dem Waggon befand, den sie per gekapertem Helikopter ausflogen. Sie erfahren, dass der Zug auf dem Weg in die sogenannte „Letzte Stadt“ war. Laut Jorge handelt es sich dabei um das Hauptquartier von WCKD.
Entgegen den Plänen von Vince brechen Thomas, Newt und Frypan heimlich auf, um Minho aus den Fängen von WCKD zu befreien. Auf ihrem Weg müssen die drei Freunde einen Tunnel durchqueren, in dem sie von unzähligen „Cranks“, mit dem Brandvirus infizierten Menschen, attackiert werden. Im letzten Moment tauchen Jorge und Brenda auf und retten sie.
Währenddessen überzeugen die Leiterin des Forschungsprogramms, Ava Paige, und die inzwischen ebenfalls am Programm beteiligte Teresa andere Führungsmitglieder von WCKD, die Tests an den Immunen auszuweiten. Teresa argumentiert, dass nur die Entwicklung eines Heilmittels die erbrachten Opfer rechtfertigen würde.
Gleichzeitig erlebt der gefangene Minho in einer Simulation Szenarien aus Zeiten des „Labyrinths“ nach. Es wird offenbar, dass der Sinn der Labyrinthe darin bestand, die Immunen über längere Zeit hohen physischen bzw. psychischen Belastungen auszusetzen und damit Angst in ihnen zu erzeugen, durch die eine Entwicklung von Antikörpern gegen das Brandvirus in ihrem Blut ausgelöst wird. Damit war es WCKD möglich, ein Serum zu generieren, das jedoch letztlich den Ausbruch des Virus im Organismus nur verzögerte.
Die Gruppe um Thomas erreicht inzwischen die „Letzte Stadt“. Vor deren Toren geraten sie in eine protestierende Menschenmenge, die Einlass und Hilfe von der „Letzten Stadt“ erwartet. Der Protest wird jedoch durch WCKD blutig aufgelöst. Die Gruppe erkennt, dass es schwer werden wird, in die hochgesicherte Stadt zu gelangen, was sich schnell bewahrheitet, als die Neuankömmlinge von einer Gruppe maskierter Personen entführt werden.
Die Gruppe wird in die Unterkunft der Maskierten geführt, wo sich einer der Männer zu ihrer Überraschung als der totgeglaubte Gally entpuppt. Nach einer kurzen Rangelei bringt man sie zum Anführer der Rebellen. Sie verbünden sich daraufhin mit Lawrence, der nur durch gestohlenes Serum von der Verwandlung zum Crank abgehalten wird. Er schlägt vor, Thomas und seine Freunde bei der Befreiung von Minho zu unterstützen, wenn sie ihrerseits den Rebellen dabei helfen, in die „Letzte Stadt“ zu gelangen. Mittels eines geheimen Weges könnten sie unbemerkt in die Stadt kommen und die Verteidigungsmechanismen lahmlegen. Gally, der auf einem Streifzug Teresa in der Stadt entdeckt hatte, erklärt diese zum Schlüssel ihres Unterfangens, Minho zu befreien. Sie planen deshalb, sie gefangen zu nehmen. Kurz vor dem Aufbruch gesteht Newt Thomas, dass er sich mit dem Virus infiziert hat und somit nicht immun ist. Thomas ist entschlossener denn je und plant, Newt ein Serum zu beschaffen.
Thomas, Newt und Gally gelangen in die Stadt. Sie treffen auf Teresa und nehmen sie gefangen. Zurück im Quartier der Rebellen überzeugt Thomas Teresa, sie ins Hauptquartier von WCKD zu führen.
Thomas, Newt und Gally gelangen als WCKD-Soldaten getarnt zusammen mit Teresa ins Hauptquartier. Sie erreichen die gefangenen Immunen, jedoch wurde Minho erneut von diesen isoliert. Gally bleibt bei den Immunen und sucht nach einem Serum für Newt, während Thomas und Newt zusammen mit Teresa weiter nach Minho suchen. Bereits kurze Zeit später werden sie jedoch vom WCKD-Sicherheitschef Janson entdeckt. Teresa verhilft den beiden zur Flucht und begibt sich in den Labor-Bereich.
Gally findet inzwischen das gesuchte Serum, übergibt die gefangenen Immunen an Brenda, die sie zusammen mit Frypan in Sicherheit bringt, und begibt sich auf die Suche nach Thomas. Thomas und Newt finden derweil Minho im Medizinbereich, und sie können gemeinsam entkommen.
Teresa macht im Laborbereich gleichzeitig eine entscheidende Entdeckung. Der unnormal gute Gesundheitszustand von Brenda machte sie stutzig, weshalb sie im Quartier der Rebellen mit einem benutzten Verband eine Blutprobe von Thomas einsteckte. Die Untersuchung des Blutes zeigt, dass Thomas’ Antikörper inzwischen in der Lage sind, das Virus vollständig zu bekämpfen. Sie und Ava Paige versuchen daraufhin, Thomas zu finden.
Da Gally bei der Befreiung der Immunen das Computersystem von WCKD manipuliert hat, haben die Rebellen um Lawrence inzwischen die Kontrolle über die Verteidigungssysteme der Stadt gewonnen. In einer Kamikaze-Aktion lässt sich Lawrence auf einem mit Sprengstoff beladenen Auto in das Tor zur Stadt fahren, woraufhin es zu einer großen Explosion kommt. Den Rebellen gelingt es daraufhin, die Stadt zu infiltrieren.
Gally findet Thomas, Newt und einen überraschten Minho. Da sich Newts Gesundheitszustand zunehmend verschlechtert, laufen Minho und Gally zu Brenda, um das Serum zu holen. Newt beginnt sich jedoch bereits kurz nach ihrem Aufbruch zu verwandeln. 
Schon zuvor hatte Teresa über Lautsprecher Thomas aufgefordert, zu WCKD zurückzukehren, da er das Heilmittel in sich trage und somit Newt retten könne. Thomas begibt sich in das Hauptquartier. Kurz darauf treffen Brenda und Minho vor dem Hauptquartier ein und finden den leblosen Newt.
Im Hauptquartier angekommen, trifft Thomas auf Dr. Paige, die ihm versichert, dass die Experimente endgültig zu Ende seien und lediglich er mitkommen müsse, um die Menschheit zu retten. Plötzlich fällt ein Schuss und Dr. Paige bricht zusammen. Janson, der sich als der Schütze erweist, betäubt Thomas.
Als er erwacht, entnimmt Teresa ihm bereits im Beisein von Janson Blut und stellt das Heilmittel her. Es stellt sich heraus, dass Janson selbst infiziert ist und das Heilmittel für sich beansprucht, um entscheiden zu können, wer es wert sei, gerettet zu werden. Teresa schlägt Janson nieder, nachdem sie das Heilmittel fertiggestellt hat. Es entbrennt ein Kampf, in dem Thomas angeschossen wird. Auch das Hauptquartier wird inzwischen massiv von den Rebellen beschossen. Thomas und Teresa gelingt es, Janson zu überwältigen (er wird von Cranks getötet) und sie fliehen auf das Dach des inzwischen brennenden Gebäudes. Thomas bricht infolge seiner Verletzung beinahe zusammen, Teresa übergibt ihm das Heilmittel und sie küssen sich leidenschaftlich. Unerwartet nähert sich Jorge mit einem Hubschrauber, kann jedoch nicht landen, weil das Gebäude inzwischen zu instabil ist. Teresa schleppt den verwundeten Thomas zum Hubschrauber. Es gelingt ihr mithilfe der Insassen, die Jorge zuvor aufgesammelt hat, Thomas in den Hubschrauber zu hieven. Teresa selbst schafft es nicht in den Hubschrauber und wird mit dem einstürzenden Gebäude in die Tiefe gerissen. Thomas fällt in Ohnmacht.
Die Szene wechselt zu Thomas’ Erwachen auf einer Insel, wo sich die Gemeinschaft versammelt hat. Thomas findet in seinen Sachen einen Abschiedsbrief von Newt, in dem er Thomas bittet, sich um alle zu kümmern.
Der Film endet mit Thomas, der auf einer Gedenktafel aus Stein, ähnlich der im ersten Teil der Trilogie, die Namen verstorbener Weggefährten liest, darunter auch die von Chuck, Newt, Winston, Alby, Zart, Jeff und Clint. Thomas ritzt mit einem Messer einen weiteren Namen in den Stein: Teresa. In der letzten Einstellung blickt Thomas tief in Gedanken versunken auf das Meer hinaus, das Heilmittel in den Händen haltend.

## Produktion
Maze Runner – Die Auserwählten in der Todeszone bildet den Abschluss der Maze-Runner-Trilogie. Wie schon die Vorgängerfilme basiert er auf einem Buch des Autors James Dashner. The Death Cure wurde im Jahr 2011 veröffentlicht. Das Buch wurde von T. S. Nowlin für den Film adaptiert. Regie führte Wes Ball. Die Filmmusik wurde von John Paesano komponiert, der in dieser Funktion bereits für Maze Runner – Die Auserwählten im Labyrinth tätig war. Der Soundtrack zum Film umfasst 22 Musikstücke und wurde am 26. Januar 2018 von Sony Classical als Download und am 9. Februar 2018 auf CD veröffentlicht.
Die Dreharbeiten wurden am 14. März 2016 in Vancouver begonnen. Ab 6. März 2017 wurden die Dreharbeiten in Kapstadt fortgesetzt und am 3. Juni 2017 beendet. Als Kameramann fungierte Gyula Pados, mit dem Ball bereits Maze Runner – Die Auserwählten in der Brandwüste drehte.
Die Rolle des flüchtigen Thomas wurde wieder von Dylan O’Brien übernommen. Nachdem der Hauptdarsteller des Films am 18. März 2016 bei den Dreharbeiten von einem Fahrzeug erfasst und dabei schwer verletzt wurde und sich eine Gehirnerschütterung, eine Gesichtsfraktur und Risswunden zuzog, mussten die Dreharbeiten längere Zeit ausgesetzt werden.
Im Mai 2017 wurde im Rahmen der MTV Movie & TV Awards ein Featurette zum Film vorgestellt. Ende September 2017 folgte ein erster deutschsprachiger Trailer zum Film.
Aufgrund der Verletzung von O’Brien während der Dreharbeiten musste der Kinostart von Anfang 2017 auf Anfang 2018 verschoben werden. Seine Weltpremiere feierte der Film am 11. Januar 2018 in Seoul. Der Film kam am 26. Januar 2018 in die chinesischen und US-amerikanischen und am 1. Februar 2018 in die deutschen Kinos.

## Unterschiede zur Buchvorlage
Ähnlich wie bereits der direkte Vorgängerfilm (Die Auserwählten in der Brandwüste) weicht auch die dritte Verfilmung erheblich von ihrer Buchvorlage ab. Größtenteils wird eine (inhaltlich) völlig andere Handlung erzählt. Lediglich einige grundlegende Thematiken aus dem Roman wurden in die Verfilmung übernommen:
- Im Film sind Thomas und seine Kameraden zu Beginn zu Mitgliedern der Rebellengruppe „Rechter Arm“ geworden und die Handlung startet mit dem dramatischen Versuch einer Befreiungsaktion, um Minho zu retten, der am Ende des zweiten Films erneut in die Hände von WCKD geraten war. Dies ereignet sich in der Romanvorlage nicht. Vielmehr sind dort alle Jugendlichen zu Beginn in den Fängen von WCKD, woraus sie sich später aus eigener Kraft befreien.
- In der Buchvorlage verbünden sich Thomas und seine Kameraden gegen Ende nur notgedrungen mit dem „Rechten Arm“, um effektiv das WCKD-Hauptquartier ausschalten zu können. Insgesamt werden die Rebellengruppe und ihr Anführer, Vince, im Buch deutlich skrupel- und rücksichtsloser dargestellt. In der Verfilmung fällt diese Rolle eher der Widerstandsgruppe um Lawrence zu.
- Bei der zu ihrem Schutz ummauerten Großstadt, in welche sich die Jugendlichen zeitweise begeben, handelt es sich im Buch um Denver. Im Film hat sie dagegen keinen direkten Namen, sondern wird lediglich als „letzte Stadt“ bezeichnet.
- Im Film befindet sich die Kommandozentrale von WCKD in der „letzten Stadt“ (Denver). In der Buchvorlage liegt sie dagegen abgeschieden in einer nicht näher benannten kalten und bergigen Region nahe einem Ozean (in Buch 4 und 5 wird schließlich Alaska angedeutet).
- Im Film kooperiert Teresa den Großteil der Handlung über aktiv mit WCKD und Ava Paige. In der Buchvorlage hat sie sich dagegen innerlich bereits von der Organisation losgesagt und ist Bestandteil der Gruppe um Thomas.
- Im Film fungiert Ava Paige weiterhin aktiv als führende Wissenschaftlerin von WCKD sowie als Mentorin von Teresa und wird gegen Filmende von Janson ermordet, als sie ihre bisherige Haltung langsam zu überdenken scheint. Im Buch kommt Ava Paige nicht persönlich vor, jedoch gibt es eindeutige Hinweise darauf, dass sie das Ende der Geschichte überlebt und ihre vormaligen Taten bereut hat. Anders als in der Verfilmung verhilft sie zum Schluss Thomas und den anderen Testpersonen von WCKD sogar durch hinterlassene Hilfsmittel willentlich zur Flucht aus dem Hauptquartier der Organisation.
- Im Film verfällt Newt während seiner aktiven Beteiligung an den Ereignissen endgültig dem Virus und mutiert zum Crank, woraufhin Thomas ihn notgedrungen töten muss. In der Buchvorlage verlässt Newt zunächst freiwillig die Gruppe und begibt sich ins Exil, nachdem sein Leiden zu stark wird, und wird von Thomas später bei einem eher zufälligen (kurzen) Wiedersehen auf sein eigenes Flehen hin getötet.
- Im Film stirbt Teresa zum Schluss, als sie vom Dach der kollabierenden WCKD-Zentrale in den Tod stürzt. Im Buch wird sie dagegen von herabstürzenden Trümmern erschlagen.
- Der Charakter Lawrence ist im Buch ein Mitglied des „Rechten Arms“, dessen Schicksal am Ende nicht näher erläutert wird. Im Film ist er dagegen ein entstellter Crank sowie Anführer einer eigenen Widerstandsbewegung. Dort eröffnet er den Sturm der Widerständler auf die „letzte Stadt“ und opfert sich in einer bewussten Kamikaze-Aktion, um die Tore der Metropole zu zerstören.
- Im Buch gehört Gally zu Vince und dem „Rechter Arm“, während er im Film zur Gruppe um Lawrence gehört.
- In der Buchvorlage müssen die Jugendlichen zum Schluss noch einmal für kurze Zeit in das alte Labyrinth zurückkehren, um neue Testpersonen von WCKD zu befreien und bei der Flucht gegen einige letzte Griever kämpfen. In der Verfilmung kommen derartige Ereignisse nicht vor.
- Der sogenannte „Sichere Hafen“ ist in der Buchvorlage ein Ort, der sich im Laufe der Handlung des zweiten Bandes als Lüge von WCKD und nicht wirklich existent entpuppt. Im Film dagegen wird er zum sicheren und versteckten Zielort des „Rechten Arms“ umfunktioniert, wohin die Widerstandsgruppe befreite Menschen per Schiff bringt. In der Buchvorlage erreichen Thomas und die anderen Jugendlichen diese sicheren Gefilde zum Schluss dank der Anweisungen von Ava Paige durch eine Art Teleporter auf eigene Faust.
- Im Film gelangen Vince und die meisten anderen Mitglieder des „Rechten Arms“ zum Schluss gemeinsam mit den Jugendlichen per Schiff zu den sicheren Gefilden, wo sie sich anschließend eine neue Existenz aufbauen. Im Buch erreichen nur Thomas und die anderen Jugendlichen sowie Brenda und Jorge diesen Ort, während das weitere Schicksal von Vince und seinen Leuten ungewiss bleibt.
- Im Film erhält Thomas zum Schluss den Prototyp eines Heilmittels gegen „Den Brand“, welcher zuvor aus seinem Blut (unter der Mithilfe von Teresa) erstellt wurde. Im Buch wird dagegen bis zuletzt kein Heilmittel gewonnen. Vielmehr besteht dort die finale Lösung zur Bekämpfung der Krankheit darin, möglichst viele Immune zu retten und an den sicheren Gefilden anzusiedeln, um das grundlegende Überleben der menschlichen Spezies zu sichern.

## Rezeption

### Altersfreigabe
In Deutschland ist der Film FSK 12. In der Freigabebegründung heißt es: „Der Film ist für Kinder und Jugendliche ab 12 Jahren als vollkommen realitätsfernes Science-Fiction-Abenteuer erkennbar. Es gibt zahlreiche Spannungs- und Actionszenen, die aber stets von ruhigeren Passagen ausgeglichen werden. Vereinzelte Szenen (z. B. bei Attacken der Zombies) können Kinder ab 12 Jahren kurzzeitig fordern, von einer nachhaltigen Beeinträchtigung ist aber nicht auszugehen: Der irreale Fantasy-Kontext erleichtert es ihnen, eine emotionale Distanz von den Geschehnissen zu wahren. Auch die überaus positiven, heldenhaften Hauptfiguren und das glückliche Ende tragen zur Entlastung bei.“

### Kritiken
Birgit Roschy von epd Film sagt, bereits die Ouvertüre, in der halbwüchsige Rebellen im Che-Guevara-Schick mit rostigen Jeeps die in einem Güterzug gefangenen Kinder befreien wollen, besitze einen tollen Drive und erfreue mit handgemacht wirkender und einfallsreicher Action: „Effektvoll werden im folgenden bürgerkriegsähnlichen Szenario die Baracken einer kaputten Restwelt mit aufgeräumten Hochhausschluchten kontrastiert. Wenn die monströse Betonfestung, hinter der sich die Oberklasse verschanzt, gestürmt wird, richtet Wes Ball ein Feuerwerk aus explodierenden Gebäuden an, mit Straßenkämpfen, die durchaus an aktuelle Nachrichtenbilder erinnern.“
Georg Kammerer von Neues Deutschland meint, negativ falle auf, dass in dem recht großen Heldenensemble um den Protagonisten Thomas nur eine einzige junge Frau mitspielen darf. Dennoch sei der Film ein kurzweiliger, kompetent inszenierter und dabei nicht besonders progressiver Blockbuster: „Bei nur leichter Überinterpretation – und was soll man denn mit einem derart belanglosen Film auch sonst tun? – erscheint Maze Runner – Die Auserwählten in der Todeszone allerdings als zivilisationsfeindliche, vulgärlibertäre und letztlich faschistoide Ermächtigungsfantasie: »Auserwählt« sind die Protagonisten nicht durch Vorsehung oder Prophezeiung, sondern durch angeborene Immunität, also: überlegenes Erbgut.“

### Einspielergebnis
Der Film landete in einer Reihe von Ländern auf Platz 1 der Kino-Charts, darunter in Russland, Brasilien, Spanien, in der Schweiz und in den USA, und erreichte nach seinem Start auch die weltweite Nummer-1-Position. Den Produktionskosten von rund 62 Millionen US-Dollar standen bis September 2018 weltweite Einnahmen aus Kinovorführungen in Höhe von 288,3 Millionen US-Dollar gegenüber. In Deutschland verzeichnete der Film bis April 2018 rund 616.000 Besucher.

### Auszeichnungen
Hollywood Professional Association Awards 2018
- Nominierung in der Kategorie Outstanding Visual Effects – Feature Film (R. Christopher White, Daniel Macarin, Philip Leonhardt, Paul Ramsden und Jeremy Fort)[17]

Teen Choice Awards 2018
- Nominierung in der Kategorie Choice Movie: Action
- Nominierung als Bester Actionfilmdarsteller (Dylan O’Brien)[18]
- Nominierung als Choice Movie Villain (Aidan Gillen)
- Nominierung als Choice Movie Ship (Dylan O’Brien und Kaya Scodelario)[19]

## Synchronisation
Die deutsche Synchronisation entstand nach einem Dialogbuch und unter der Dialogregie von Marius Clarén im Auftrag der FFS Film- & Fernseh-Synchron GmbH, Berlin.
| Rolle        | Darsteller             | Synchronsprecher |
| ------------ | ---------------------- | ---------------- |
| Thomas       | Dylan O’Brien          | Ozan Ünal        |
| Newt         | Thomas Brodie-Sangster | Christian Zeiger |
| Gally        | Will Poulter           | Konrad Bösherz   |
| Teresa Agnes | Kaya Scodelario        | Maria Hönig      |
| Minho        | Ki Hong Lee            | Amadeus Strobl   |
| Aris Jones   | Jacob Lofland          | Patrick Keller   |
| Ava Paige    | Patricia Clarkson      | Gertie Honeck    |
| Brenda       | Rosa Salazar           | Anne Düe         |
| Frypan       | Dexter Darden          | Daniel Zillmann  |